# Консьерж

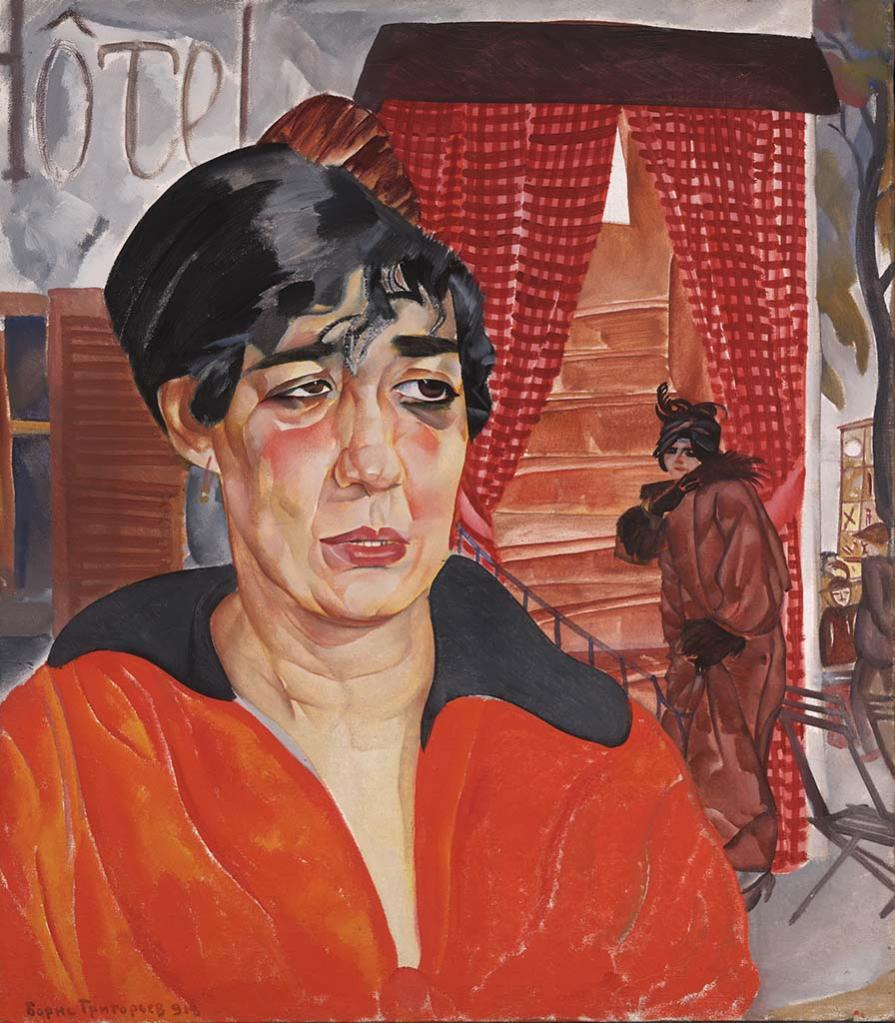
Борис Григорьев. Французская консьержка, начало XX века

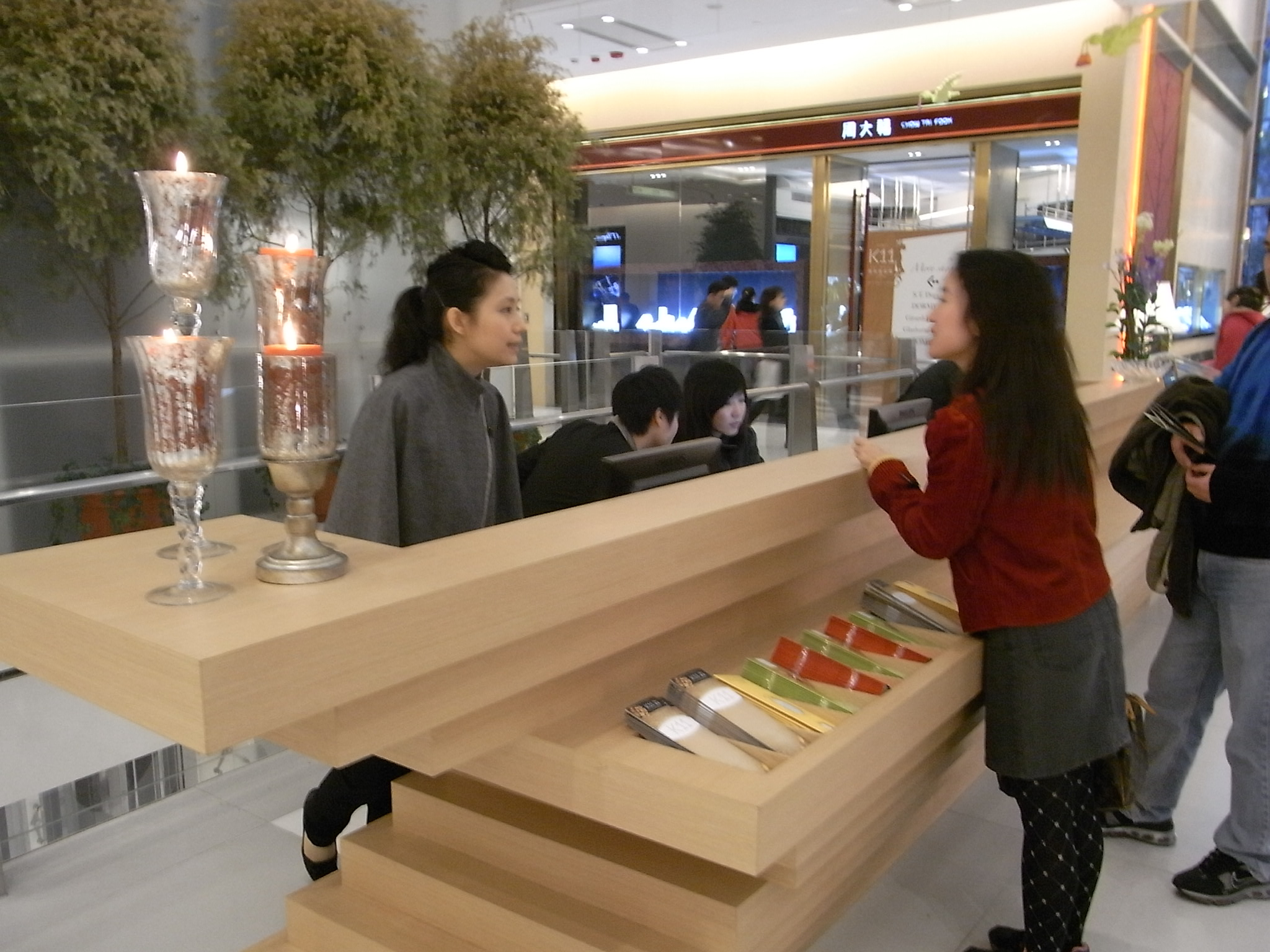
Консьерж на рабочем месте

Консье́рж, консье́ржка (фр. concierge) — человек, в чьи обязанности входят обеспечение постояльцев в гостинице или жильцов дома всем необходимым и создание для них комфортных условий.

## История
Первые упоминаниях о консьержах встречаются с XII века под названием cumcerge (1192) или concierge (1220).
Первоначальной функцией консьержей было поддержание горения свечей в замке. Позднее добавились и другие обязанности.
Консьерж (в современном понимании слова) впервые появился в сети гостиниц «Гранд» в XX веке, нововведение было одобрено постояльцами и вскоре получило широкое распространение по всему миру.
В 1929 году в Париже Пьер Квентин из отеля «Амбассадор» основал ассоциацию консьержей для оказания помощи друг другу, в которую вошли ещё 10 коллег из парижских гранд-отелей. В Каннах 25 апреля 1952 года Фердинанд Жиле организовал в отеле «Карлтон» 1-й Международный конгресс консьержей, на который собрались делегаты из девяти европейских стран. Тогда было создано Европейское объединение портье Гранд-отелей Union Europeene des Portiers des Grands Hotels — UEPGH), которое возглавил Жиле. Спустя 20 лет, на 20-м Международном конгрессе на Майорке (Испания) 15 ноября 1972 года, эта ассоциация, охватывающая уже 16 стран, была официально зарегистрирована как международная (Union Internationale des Portiers des Grands Hotels — UIPGH); она известна также под названием «Золотые Ключи» (фр. Les Clefs d'Or).

## Профессиональные функции

### Общественные функции
Консьерж следит за поддержанием порядка в зонах общего пользования жилого дома, за чистотой и техническим состоянием лестниц, холла, гаражей. Также консьерж может заниматься приёмом и сортировкой почты для жильцов (при условии, что это прописано в договоре, в ином случае консьерж не имеет права принимать и сортировать почту жильцов), следить за зелёной зоной внутри дома и на придомовой территории. Часто у консьержа имеется комплект запасных ключей от квартир и от лестницы.
В Западной Европе консьерж, как правило, живёт в том же доме, занимая квартиру на первом этаже, поэтому может быть доступен жильцам буквально круглые сутки.
Жильцам дома не приходится общаться с представителями технических служб, например со слесарями, сантехниками, дворником и т. д., так как этим тоже занимается консьерж.

### Личные функции
Выполнение поручений:
- повседневных (доставка цветов и подарков по дому, заказ такси, бронирование номеров в отеле)
- деловых (поиск информации, прием телефонных звонков)
- бытовых (выгул собак, забота о детях)

### Консьерж в гостинице

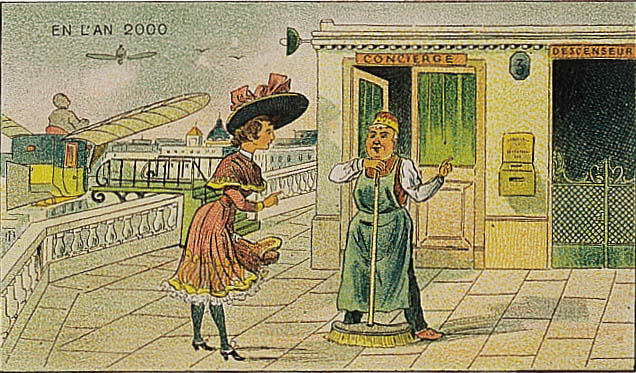
Консьерж в 2000 году на французской открытке выпуска 1910 г. из комплекта «Франция в XXI веке»

Консьерж в гостинице выполняет и такие функции, как обучение работников из службы помощи постояльцам (носильщики, швейцары и т. д.) и руководство ими.
Часто консьержи знают многое о вкусах постоянных клиентов: их привычках, предпочтениях, пристрастиях — начиная с любимого сорта чая и заканчивая информацией об их семьях. Внимательное отношение консьерж-службы к постояльцам служит залогом желания клиентов и в дальнейшем пользоваться услугами того же отеля. Если попробовать дать определение этому явлению применительно к сфере гостиничного бизнеса, то охарактеризовать его суть можно следующим образом: служба консьержей – это служба исполнения желаний постояльцев (разумеется, это касается лишь тех желаний, которые не противоречат законодательству). Очень полезная услуга, присутствует в основном в дорогих гостиницах категории 4 и 5 звёзд.
А вообще concierge — заимствованное из французского языка слово, которое в зависимости от контекста может переводиться как привратник, портье или швейцар. Консьержи обычно располагаются за отдельным столиком недалеко от стойки администратора (ресепшен), а в особо элитарных отелях могут присутствовать даже на каждом этаже. И, конечно, в данную службу можно обратиться по внутреннему телефону гостиницы. Что касается общих вопросов, в решении которых может помочь консьерж, то чаще всего в данную службу обращаются с просьбой организовать досуг, например приобрести билеты в театр или музей, заказать столик в ресторане. В отдельных случаях консьерж может даже разработать персональный туристический маршрут по ближайшим достопримечательностям. При этом добросовестный консьерж обязан не просто выполнять конкретные поручения, но и быть достаточно компетентным, чтобы порекомендовать постояльцу отеля те или иные заведения или проинформировать о намечающихся культурных событиях, которые можно посетить. Также к консьержу можно обращаться и с деловыми вопросами, например попросить его забронировать авиабилеты или сделать необходимые покупки. Впрочем, перечень вопросов, находящихся в компетенции службы консьержей того или иного отеля, тем обширнее, чем дороже отель. И всё же главные задачи консьержа неизменно заключаются в том, чтобы и словом, и делом оказывать помощь постояльцам отеля в решении их повседневных проблем, беря при этом все организационные вопросы на себя.

## Консьержи в России
В России профессия консьержа пока не получила широкого признания и распространения. Тем не менее в престижных жилых комплексах и гостиницах они уже широко используются.